# Phyllis Calvert
Phyllis Calvert (18 de febrero de 1915 – 8 de octubre de 2002) fue una actriz teatral, cinematográfica y televisiva británica. Fue una de las principales estrellas de los melodramas de Gainsborough Pictures rodados en los años 1940, cumpliendo con una larga carrera que no finalizó hasta el año 2000.

## Biografía
Nacida en Chelsea, Londres (Inglaterra), se formó en la Margaret Morris School of Dancing, bailando con diez años de edad junto a Ellen Terry, célebre estrella de la escena británica de la época. Con esa edad empezó a actuar, obteniendo su primer papel en el cine con doce años, en The Arcadians (1927). Calvert actuó en varias películas y en teatro de repertorio antes de debutar en el circuito teatral de Londres con A Woman's Privilege en 1939. En 1942 hizo otra destacada actuación teatral, un papel protagonista como Patricia Graham en la obra de Terence Rattigan Flare Path.
Su primer gran éxito en el cine llegó con una adaptación de una obra de H. G. Wells, Kipps (1941), pero fue el melodrama de Gainsborough Pictures The Man in Grey (1943) el que confirmó su valía. En la década siguiente actuó en muchas películas de carácter romántico, entre ellas Fanny by Gaslight, con James Mason y Stewart Granger, y My Own True Love, convirtiéndose en una de las actrices británicas mejor pagadas. Durante varios años, los propietarios de salas de cine la votaron como una de las diez estrellas británicas más taquilleras por medio de una votación anual llevada a cabo en el Motion Picture Herald
Calvert actuó en más de 40 películas, siendo las últimas Oh! What a Lovely War y The Walking Stick. La actriz se inició en televisión en los años 1950, encarnando a Mrs. March en los seriales de 1958 Little Women y Good Wives (ambos adaptaciones de la novela de Louisa May Alcott Mujercitas). Tras varias actuaciones televisivas en diferentes programas, en 1970 obtuvo el papel protagonista en la serie Kate. Otros shows en los cuales actuó fueron Crown Court, Ladykillers, Tales of the Unexpected, Boon, After Henry, The Line Grove Story y Midsomer Murders (episodio "Blue Herrings").
Phyllis Calvert falleció en Londres, Inglaterra, en 2002, a los 87 años de edad, por causas naturales. Había estado casada con el actor y librero anticuario, Peter Murray Hill, con el que tuvo dos hijos, Ann Auriol (1943) y Piers Auriol (1954). 

## Filmografía

### Cine
- The Arcadians, de Victor Saville (1927)
- Discord, de Henry Edwards (1935)
- Anne One Hundred, de Henry Edwards (1935)
- School for Stars, de Donovan Pedelty (1935)
- Two Days to Live, de Walter Tennyson (1939)
- They Came by Night, de Harry Lachman (1940)
- Let George Do It!, de Marcel Varnel (1940)
- Charley's (Big-Hearted) Aunt, de Walter Forde (1940)
- Neutral Port, de Marcel Varnel (1940)
- Inspector Hornleigh Goes to It, de Walter Forde (1941)
- Kipps, de Carol Reed (1941)
- Uncensored, de Anthony Asquith (1942)
- The Young Mr. Pitt, de Carol Reed (1942)
- The Man in Gray, de Leslie Arliss (1943)
- Fanny by Gaslight, de Anthony Asquith (1944)
- Two Thousand Women, de Frank Launder (1944)
- Madonna of the Seven Moons, de Arthur Crabtree (1945)
- They Were Sisters, de Arthur Crabtree (1945)
- The Magic Bow, de Bernard Knowles (1946)
- Men of Two Worlds, de Thorold Dickinson (1946)
- The Root of All Evil, de Brock Williams (1947)
- Time Out of Mind, de Robert Siodmak (1947)
- Broken Journey, de Ken Annakin y Michael C. Chorlton (1948)
- My Own True Love, de Compton Bennett (1949)
- The Golden Madonna, de Luigi Carpentieri y Ladislao Vajda (1949)
- The Woman with No Name, de Ladislao Vajda (1950)
- Appointment with Danger, de Lewis Allen (1951)
- Mr. Denning Drives North, de Anthony Kimmins (1952)
- Mandy, de Alexander Mackendrick (1952)
- The Net, de Anthony Asquith (1953)
- It's Never Too Late, de Michael McCarthy (1956)
- Child in the House, de Cy Endfield (1956)
- Indiscreet, de Stanley Donen (1958)
- The Young and the Guilty, de Peter Cotes (1958)
- A Lady Mislaid, de David MacDonald (1958)
- Oscar Wilde, de Gregory Ratoff (1960)
- The Battle of the Villa Fiorita, de Delmer Daves (1965)
- Nervios rotos, de Roy Boulting (1968)
- Oh! What a Lovely War, de Richard Attenborough (1969)
- The Walking Stick, de Eric Till (1970)
- A Month in the Country, de Bill Hays (1985) - telefilm
- All Passion Spent, de Martyn Friend (1986) - telefilm
- The Death of a Heart, de Peter Hammond (1987) - telefilm
- The Woman He Loved, de Charles Jarrott (1988) - telefilm
- Across the Lake, de Tony Maylam (1988) - telefilm
- Jute City, de Stuart Orme (1991) - telefilm
- Mrs. Dalloway, de Marleen Gorris (1997)

### Televisión
- BBC Sunday-Night Theatre: episodio 2.51 (1951)
- ITV Television Playhouse: episodio 2.43 (1957)
- Overseas Press Club - Exclusive!: episodio 1.12 (1957)
- Little Women (1958) - 6 episodios
- Good Wives (1958) - 5 episodios
- Armchair Theatre: episodio 3.18 (1959)
- ITV Play of the Week: episodios 4.15 (1958), 7.28 (1962) y 11.51 (1966)
- Love Story: episodio 5.4 (1967)
- ITV Playhouse: episodio 2.9 (1968)
- Kate (1970-1972) - 38 episodios
- Owen, M.D. (1973) - 1 episodio
- Lady Killers: episodio 2.7 (1981)
- Tales of the Unexpected: episodio 6.11 (1983)
- Cover Her face (1985) - 5 episodios
- Boon: episodio 2.3 (1987)
- A Killing on the Exchange (1987) - miniserie
- Sophia and Constance: episodio 1.6 (1988)
- Capstick's Law: episodio 1.3 (1989)
- Victoria Wood: episodio 1.6 (1989)
- After Henry: episodios 3.2 (1990) y 3.11 (1990)
- Woof!: episodio 4.4 (1992)
- Mr. Bean: episodio 1.8 (1993)
- The House of Eliott: episodio 3.8 (1994)
- Sherlock Holmes: episodio 1.5 (1994)
- Performance: episodio 5.4 (1995)
- Casualty: episodio 11.11 (1996)
- Midsomer Murders: episodio 3.2 (2000)